# Глён
Глён (фр. и окс. Glun) — коммуна во Франции, находится в регионе Рона — Альпы. Департамент коммуны — Ардеш. Входит в состав кантона Турнон-сюр-Рон. Округ коммуны — Турнон-сюр-Рон.
Код INSEE коммуны — 07097.
Коммуна расположена приблизительно в 470 км к юго-востоку от Парижа, в 85 км южнее Лиона, в 37 км к северо-востоку от Прива, между Роной и предгорьями Центрального массива.

## Население
Население коммуны на 2008 год составляло 664 человека.
| 1962 | 1968 | 1975 | 1982 | 1990 | 1999 | 2008 |
| ---- | ---- | ---- | ---- | ---- | ---- | ---- |
| 252  | 266  | 314  | 322  | 395  | 502  | 664  |

## Администрация
| Период | Период | Фамилия       | Партия       | Профессия |
| ------ | ------ | ------------- | ------------ | --------- |
| 1953   | 1971   | Леон Гонне    | беспартийный |           |
| 1971   | 1983   | Жозеф Гонне   | беспартийный |           |
| 1983   | 1994   | Франсуа Гонне | беспартийный |           |
| 1994   | 2001   | Рене Дарно    | беспартийный |           |
| 2001   |        | Режи Гонне    | беспартийный |           |

## Экономика
В 2007 году среди 434 человек в трудоспособном возрасте (15—64 лет) 353 были экономически активными, 81 — неактивными (показатель активности — 81,3 %, в 1999 году было 75,0 %). Из 353 активных работали 320 человек (178 мужчин и 142 женщины), безработных было 33 (18 мужчин и 15 женщин). Среди 81 неактивных 38 человек были учениками или студентами, 20 — пенсионерами, 23 были неактивными по другим причинам.

## Фотогалерея
- Мэрия
- Карта коммуны